# Załywne (obwód zaporoski)
Załywne (ukr. Заливне) – wieś na Ukrainie, w obwodzie zaporoskim, w rejonie zaporoskim, w hromadzie Nowomykołajiwka. W 2001 liczyła 369 mieszkańców, spośród których 353 wskazało jako ojczysty język ukraiński, a 16 rosyjski.